# Crise constitucional na Guatemala em 1993
A crise constitucional na Guatemala ocorreu em 1993 quando o então presidente Jorge Serrano Elías tentou um autogolpe ou autogolpe (também conhecido por "Serranazo"). Em 25 de maio de 1993, Serrano suspendeu ilegalmente a Constituição, dissolveu o Congresso e o Supremo Tribunal, impôs a censura e tentou restringir a liberdade civil.
A tentativa de autogolpe foi semelhante a realizada por Alberto Fujimori, mas ao contrário de Fujimori, não teve apoio popular: a ação de Serrano somou-se com fortes protestos pela maioria dos elementos da sociedade guatemalteca, na vanguarda estava o jornal Siglo Veintiuno sob a liderança de José Rubén Zamora [carece de fontes?] Isso foi combinado com a pressão internacional (a Organização dos Estados Americanos condenou o autogolpe), e o cumprimento do exército das decisões do Tribunal Constitucional, que decidiu contra a tentativa de tomada de poder. [carece de fontes?] Em face dessa pressão, Serrano renunciou ao cargo de presidente e fugiu do país. Ele foi substituído de forma interina por seu vice-presidente, Gustavo Espina. No entanto, Espina foi julgado pelo Tribunal Constitucional por estar envolvido no golpe, bem como, foi substituído pelo Congresso pelo ouvidor dos direitos humanos Ramiro de León.